# 散生黑粉菌
散生黑粉菌（学名：Ustilago sparsa）是属于黑粉菌目黑粉菌科黑粉菌属的一种真菌，寄生在龙爪茅属植物上。该种分布于台湾等地。